# 群龍の海
『群龍の海』（ぐんりゅうのうみ）は、横山信義作の架空戦記、全五巻。

## 各巻題名
1. 東シナ海開戦（ISBN 9784054053434)
2. 航空要塞トラック (ISBN 9784054055797)
3. 巨艦「ネブラスカ」(ISBN 9784054057135)
4. 「白い大艦隊」作戦(ISBN 9784054058644)
5. 帝都死守命令(ISBN 9784054059740)

## あらすじ
1922年パナマ運河で大地震が発生した。パナマ共和国は消滅、パナマ運河があった場所は幅3.7km、水深30.5mの「パナマ海峡」と化した。
これは合衆国の”パナマックス”の弱点の消滅をも意味していた。

## 兵器

### 日本軍　艦船
雲龍型航空母艦
史実よりも対空機銃が少ない他は基準排水量などは史実と共通する。艦上爆撃機・艦上攻撃機用母艦として使用され、後期型では史実の隼鷹型や大鳳と同じ斜め煙突と一体型の艦橋や射出機を装備している。
祥鳳型航空母艦
艦上戦闘機用母艦として使用された。
伊吹型航空母艦
祥鳳型の後継となる軽空母。
米代型軽巡洋艦
阿賀野型軽巡の艦隊・機関・艦橋・煙突を流用した準同型艦の防空巡洋艦。

### アメリカ軍　艦船
デラウェア級戦艦
史実におけるモンタナ級戦艦。初期型4隻は籠マスト式の前艦橋。
コネチカット級戦艦
「デラウェア級戦艦より小さい船体で同じ門数の砲を搭載する」ことを目的に建造された。16インチ50口径砲4連装砲塔を3基、前甲板に集中配置している。
ネブラスカ級戦艦
18インチ45口径3連装砲塔を4基搭載した8万トン級戦艦。
ヴァーモント級戦艦
18インチ50口径3連装砲塔を4基搭載した10万トン級戦艦。
インディペンデンス級空母
史実より早く1941年に就役している。その一方エセックス級空母は建造計画が却下されている。